# Clímax (álbum)
Clímax (álbum) é o décimo nono álbum da cantora e compositora Marina Lima, lançado em 2011.

## Faixas
| N.º | Título                                                         | Compositor(es)                                           | Duração |  |
| 1.  | "Não me Venha Mais Com o Amor"                                 | Marina Lima; Adriana Calcanhotto                         |         |  |
| 2.  | "SP Feelings"                                                  | Marina Lima                                              |         |  |
| 3.  | "Lex"                                                          | Marina Lima                                              |         |  |
| 4.  | "Keep Walking"                                                 | Marina Lima                                              |         |  |
| 5.  | "A Parte Que me Cabe" (participação: Vanessa da Mata)          | Marina Lima                                              |         |  |
| 6.  | "De Todas Que Vivi"                                            | Marina Lima                                              |         |  |
| 7.  | "Call Me"                                                      | Tony Hatch                                               |         |  |
| 8.  | "Doce de Nós"                                                  | Marina Lima                                              |         |  |
| 9.  | "Desencantados" (participação: Karina Buhr e Edgard Scandurra) | Marina Lima, Alex Fonseca, Karina Buhr, Edgard Scandurra |         |  |
| 10. | "As Ordens do Amor"                                            | Marina Lima                                              |         |  |
| 11. | "Pra Sempre" (participação: Samuel Rosa)                       | Samuel Rosa, Marina Lima                                 |         |  |